# Eiche am Emmertshof

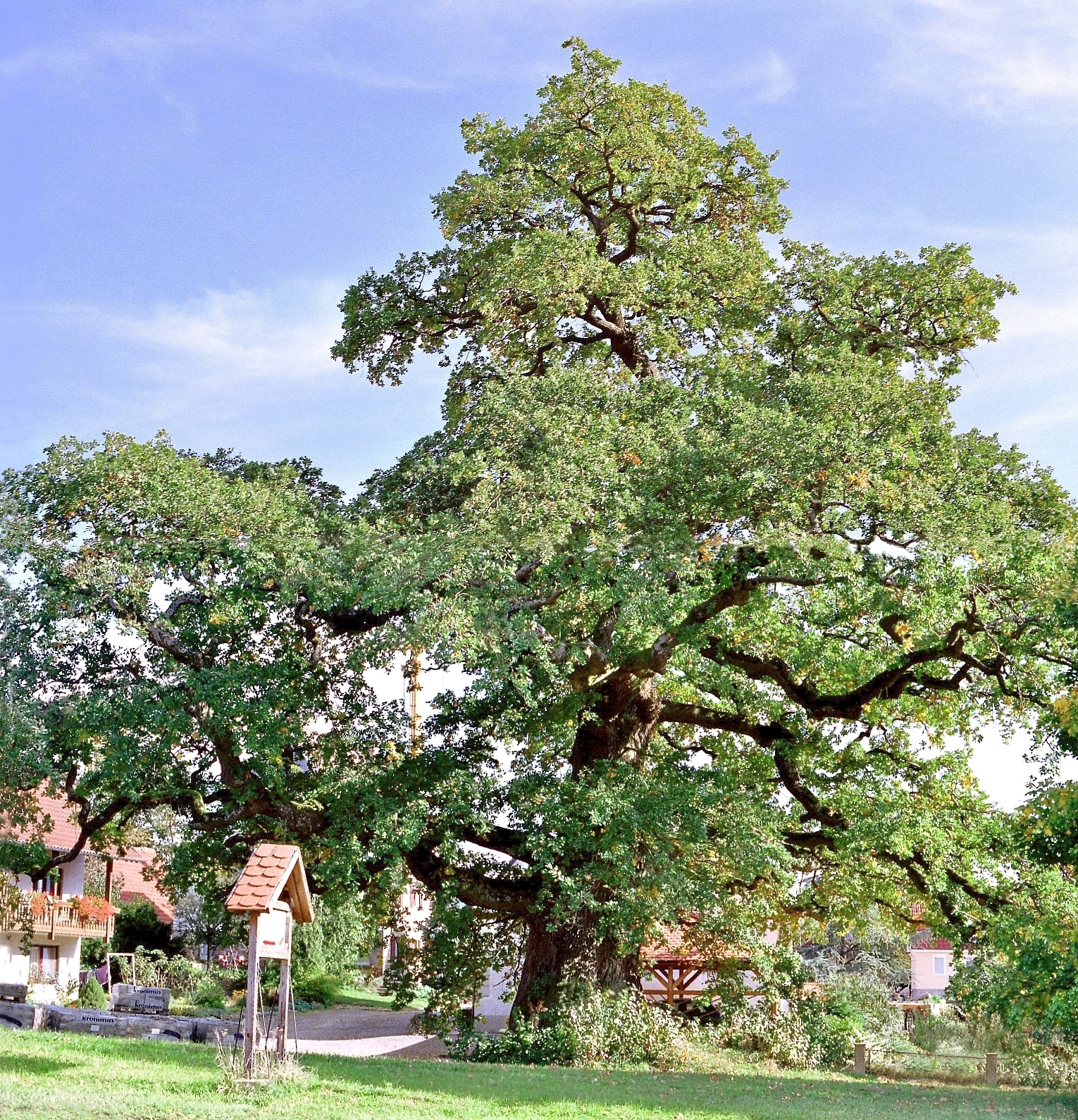
Eiche beim Emmertshof

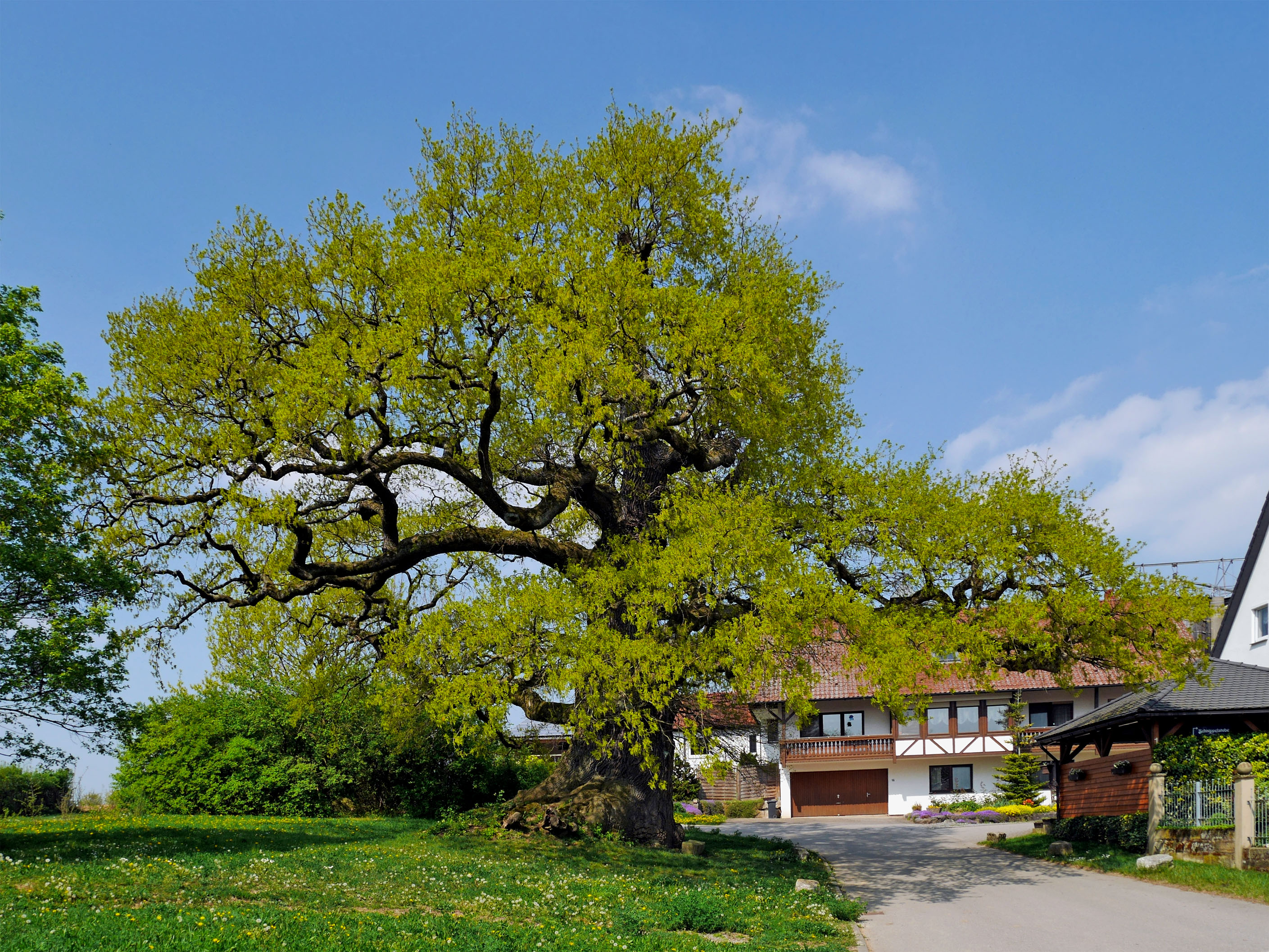
Eiche am Emmertshof

Die Emmertshof-Eiche ist eine der stärksten und ältesten Stieleichen (Quercus robur) Süddeutschlands. Sie steht etwa einen Kilometer nördlich der Autobahn-Ausfahrt Neuenstein (an der A 6 zwischen Heilbronn und Nürnberg) und ist ein Naturdenkmal.
Ihr Alter wird auf einer angebrachten Tafel mit 750 Jahren angegeben. Ihr Stammumfang an der dünnsten Stelle (Taille) beträgt 7,56 Meter, ihre Kronen-Höhe beträgt 17 Meter und ihr größter Durchmesser über 30 Meter. Charakteristisch ist der mächtige seitliche Wurzelanlauf des Stammfußes.